# The Ultra-Violence
The Ultra-Violence è l'album di debutto della band thrash metal californiana Death Angel, pubblicato nel 1987.
L'album denota già la padronanza tecnica che il gruppo svilupperà negli anni a seguire, fattore che li porterà a diventare una fra le band pioniere della scena thrash della Bay Area di San Francisco, in particolare della parte più tecnica del genere.

## Tracce
1. Thrashers – 7:12
2. Evil Priest – 4:54
3. Voracious Souls – 5:39
4. Kill As One – 4:59
5. The Ultra-Violence – 10:33
6. Mistress of Pain – 4:04
7. Final Death – 6:03
8. I.P.F.S. – 1:56

## Formazione
- Mark Osegueda - voce
- Gus Pepa - chitarra
- Rob Cavestany - chitarra
- Dennis Pepa - basso, voce
- Andy Galeon - batteria